# Francisco Ferreira Drummond
Francisco Ferreira Drummond (Vila de São Sebastião, 21 de Janeiro de 1796 – Vila de São Sebastião, 11 de Setembro de 1858) foi um historiador, paleógrafo, músico, organeiro e político com grande actividade cívica na vila de São Sebastião, na ilha Terceira, nos Açores. A sua principal obra, os Anais da ilha Terceira, ocupa um lugar de destaque na historiografia açoriana, sendo a base de boa parte das obras mais recentes sobre a história dos Açores, em particular sobre a história da ilha Terceira.

## Biografia
Filho de Tomé Ferreira Drummond, lavrador abastado, e sua esposa, Rita de Cássia, nasceu na casa de seus pais à rua da Igreja e foi baptizado na Igreja Matriz da Vila de São Sebastião seis dias mais tarde, a 27 de Janeiro de 1796.
A família Drummond estava então intimamente ligada ao magistério primário e à governança da Vila de São Sebastião, vindo a presidência da Câmara a ser ocupada por seu pai em 1821. O seu irmão, o Capitão de Ordenanças José Ferreira Drummond, dominou a vida política local durante várias décadas. 
Ferreira Drummond desde a infância revelou vocação para as letras e para a música, sob influência de seu tio paterno, o mestre-régio Francisco Machado Drummond. Concluída a sua instrução primária, estudou Latim, Lógica e Retórica. As suas aptidões musicais, valeram-lhe a nomeação para o lugar de organista da Igreja Matriz da Praia da Vitória em 1811 (então com quinze anos de idade), cargo que ocupou até falecer. Complementarmente, trabalhou como organeiro, sendo chamado para manutenção e reparos desse tipo de instrumento em toda a ilha.
Tendo a vila de São Sebastião sido elevada a Concelho em 1822, foi eleito escrivão da Câmara Municipal. Nesse mesmo ano em que, segundo o novo sistema constituicional português, acedeu ao serviço público, aderiu ao liberalismo.
No ano seguinte, com a Vila-Francada em Portugal (1823), iniciam-se as perseguições políticas aos constitucionalistas, a que não ficou imune a Terceira. Francisco Ferreira, com outros, viu-se forçado a fugir, a 27 de julho, para a ilha de Santa Maria, depois para a ilha de São Miguel e de lá para a ilha da Madeira, terminando no continente, em Lisboa, onde esteve exilado por pouco mais de um ano. Com o fracasso da Abrilada (30 de abril de 1824), pode então retornar à Terceira, serenados os ânimos. Aqui participou ativamente das lutas da Guerra Civil Portuguesa (1828-1834) nesta ilha, que posteriormente descreveu nos seus "Anais da Ilha Terceira".
Quando de sua volta à vila de São Sebastião, acedera ao cargo de escrivão dos órfãos, secretário da Administração do Concelho Municipal, e tabelião. Em 1836 foi eleito Presidente da autarquia, cargo que exerceu por três anos. No seu exercício destacou-se pela defesa dos interesses de autonomia do Concelho, em que acabou vencido. Garantiu, entretanto, a canalização de água potável para a vila com a sua captação das nascentes do Cabrito e o seu aproveitamento para moagem, à época a maior obra hidráulica da Terceira e uma das maiores dos Açores.
Em 1839 foi eleito Procurador à Junta Geral. Exerceu ainda, durante vários anos, o cargo de Provedor da Santa Casa da Misericórdia.
Faleceu aos 63 anos incompletos de idade, na casa que tinha aforado da Santa Casa da Misericórdia na Travessa da Misericórdia, na Vila de São Sebastião. No contexto das comemorações dos cinco séculos da chegada à Ilha Terceira dos primeiros povoadores, Ferreira Drummond foi homenageado pela Câmara Municipal de Angra do Heroísmo, em 14 de outubro de 1951, com um monumento, da autoria de Francisco Coelho Maduro Dias, no Largo do Rossio da sua vila natal.
A casa em que viveu foi recentemente adquirida pela Santa Casa da Misericórdia local, estando previsto o seu restauro e requalificação em biblioteca associada da rede de leitura pública.

## Obra

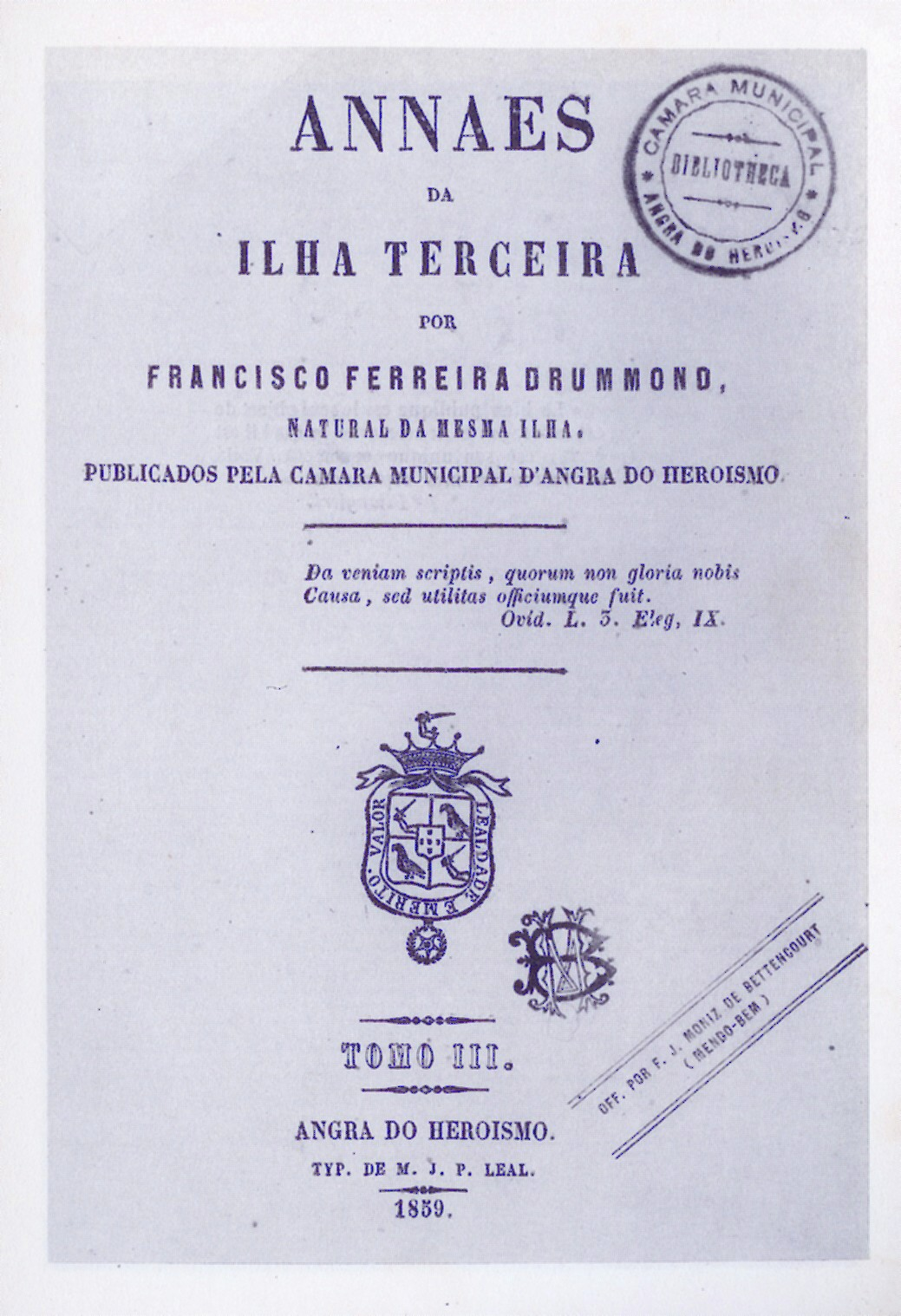
Frontespício do Tomo III da edição original dos "Anais da Ilha Terceira".

Além da carreira como músico e homem público, exerceu intensa atividade como paleógrafo, investigador e historiador. Na visão de José Guilherme Reis Leite, foi o "primeiro historiador científico dos Açores". A sua preocupação com as fontes documentais levou-o a lutar para recuperar os textos antigos que lhe garantissem informações credíveis para redigir a história do arquipélago. Francisco Ferreira filiava-se, nesse sentido, ao movimento que desde a segunda metade do século XVIII em Portugal, renovava os estudos históricos, nos quais se destacavam os nomes de António Caetano do Amaral, João Pedro Ribeiro, visconde de Santarém e Alexandre Herculano. O profundo conhecimento de paleografia valeu-lhe, em 1845, a contratação, pela Câmara Municipal de Angra do Heroísmo, para transcrição dos livros góticos existentes nos arquivos daquela autarquia. Nesse mesmo ano, ofereceu à mesma autarquia o manuscrito dos "Anais da Ilha Terceira", com 1420 páginas e 510 documentos, redigido segundo o critério cronológico típico dos Anais, cobrindo o período desde a descoberta e povoamento da ilha até ao ano de 1832.
A Câmara Municipal de Angra publicou a obra em quatro volumes, vindo a público respectivamente em 1850, 1856, 1859 e 1864. 
Para além desta - considerada uma das obras de referência da historiografia açoriana - e de muitos artigos dispersos pela imprensa da época, teve as seguintes obras publicadas:
- Memória Histórica da Capitania da Praia da Vitória — editado pela Câmara Municipal da Praia da Vitória em 1846, 56 pp., Praia da Vitória. A obra foi reeditada inserta na colectânea Memória Histórica do Horrível Terramoto de 15.VI.1841 que Assolou a Vila da Praia da Vitória, edição da Câmara Municipal da Praia da Vitória, 1983.
- Apontamentos Topográficos, Políticos, Civis e Eclesiásticos, para a História das Nove Ilhas dos Açores — obra inacabada deixada em manuscrito. Após um conturbado percurso, a obra foi editada em 1990 pelo Instituto Histórico da Ilha Terceira, com 648 páginas.